# アイレ (コンタクトレンズメーカー)
株式会社アイレは、東京都豊島区に本社を置くコンタクトレンズメーカーである。

## 概要
「アイレ」、「ネオサイト」ブランドのコンタクトレンズの製造販売を行っている。
創業時、東京都板橋区にて一眼レフカメラのレンズを開発していた。その後、一眼レフカメラのレンズ開発ノウハウを生かし、ハードコンタクトレンズの製造に転向、大手コンタクトレンズメーカーにOEM供給を行っていた。
現在は、台湾の製造協力工場にてソフトコンタクトレンズの委託生産を行っている。

## 沿革
- 1961年「有限会社荒江光学工房」を設立
- 1992年「株式会社荒江光学」に変更
- 1997年 ソフトコンタクトレンズの製造をイギリスの製造工場に委託、「アイセルラソフト」を販売開始
- 1999年 台湾の製造工場と業務提携し、「アイレ30」を発売開始
- 2007年 商号を「株式会社アイレ」に変更
- 2010年 1日使い捨てソフトコンタクト環状着色レンズ「ワンデーアイレ リアル」「ネオサイトワンデー リング」発売
- 2011年 本社を東京都豊島区東池袋に移転
- 2012年 「ワンデーアイレ アクアモイスト」「ネオサイトワンデー アクアモイスト」発売
- 2013年 JFL(現J3)福島ユナイテッドFCとスポンサー契約
- 2014年 「ワンデーアイレ リアル トーリック」(乱視用)、「ワンデーアイレ ヴィフ」「ネオサイトワンデーシエル」「プライムワンデー」発売
- 2014年 小松菜奈をイメージモデルに起用
- 2015年 「ネオサイトワンデー リングUV」「ワンデーアイレ ヴィフUV」「ネオサイトワンデー シエルUV」発売
- 2016年 「ワンデーアイレ リアルUV」「ワンデーアイレ リアルUV トーリック」発売
- 2017年 「ネオサイト14 UV」「プライムワンデー スマートフォーカス(遠近両用)」発売
- 2018年 「ネオサイト2ウィーク　シエルUV」「ネオサイトワンデー スマートフォーカス リングUV」発売
- 2019年 「ネオサイトワンデー　シエル　デュウUV」「エアロフィットワンデー」「ネオサイトワンデー シエルUV トーリック」「2ウィークビューティUV」発売
- 2024年 白宮みずほをイメージモデルに起用

## 商品一覧
1日交換終日装用タイプ（透明レンズ）
- 「ワンデーアイレ　アクアモイスト」
- 「ネオサイトワンデー　アクアモイスト」
- 「プライムワンデー」
- 「プライムワンデー スマートフォーカス(遠近両用)」
- 「エアロフィットワンデー(シリコーンハイドロゲル)」

1日交換終日装用タイプ（サークルレンズ）
- 「ワンデーアイレ　リアルUV」
- 「ネオサイトワンデー　リングUV」
- 「ワンデーアイレ　リアルUV　トーリック（乱視用）」
- 「ネオサイトワンデー スマートフォーカス リングUV（遠近両用）」

1日交換終日装用タイプ（カラーレンズ）
- 「ネオサイトワンデー　シエルUV」
- 「ネオサイトワンデー　シエルUV　トーリック（乱視用）」
- 「ネオサイトワンデー　シエル　デュウUV」
- 「ネオサイトワンデー　リング　カラーズ」

2週間交換終日装用タイプ（透明レンズ）
- 「ネオサイト14UV」

2週間交換終日装用タイプ（カラーレンズ）
- 「2ウィークビューティーUV」
- 「ネオサイト2ウィーク　シエルUV」

1ヶ月交換終日装用タイプ（透明レンズ）
- 「アイレ30」

## 事業所
- 本社所在地：東京都豊島区東池袋1丁目33番8号 NBF池袋タワー12F
- 戸田物流センター：埼玉県蕨市錦町5丁目6番7号